# Vernierfontaine
Vernierfontaine település Franciaországban, Doubs megyében. Lakosainak száma 485 fő (2022. január 1.). Vernierfontaine Fallerans, Étray, Guyans-Durnes, Lavans-Vuillafans, Les Premiers-Sapins és Voires községekkel határos.

## Népesség
A település népessége az elmúlt években az alábbi módon változott:
| Lakosok száma | 336  | 308  | 321  | 397  | 444  | 466  | 462  | 471  | 481  | 485  |
|               | 1968 | 1982 | 1990 | 2006 | 2013 | 2015 | 2017 | 2019 | 2020 | 2022 |